# Rajki (Polska)
Rajki – wieś w Polsce, położona w województwie podlaskim, w powiecie bielskim, w gminie Bielsk Podlaski. Wchodzi w skład sołectwa Kozły.
W latach 1975–1998 miejscowość administracyjnie należała do województwa białostockiego.
Prawosławni mieszkańcy wsi należą do parafii św. Proroka Eliasza w Podbielu, a wierni kościoła rzymskokatolickiego do parafii Miłosierdzia Bożego w Bielsku Podlaskim. We wsi znajduje się cmentarz prawosławny założony w XIX wieku.